# بيدستان

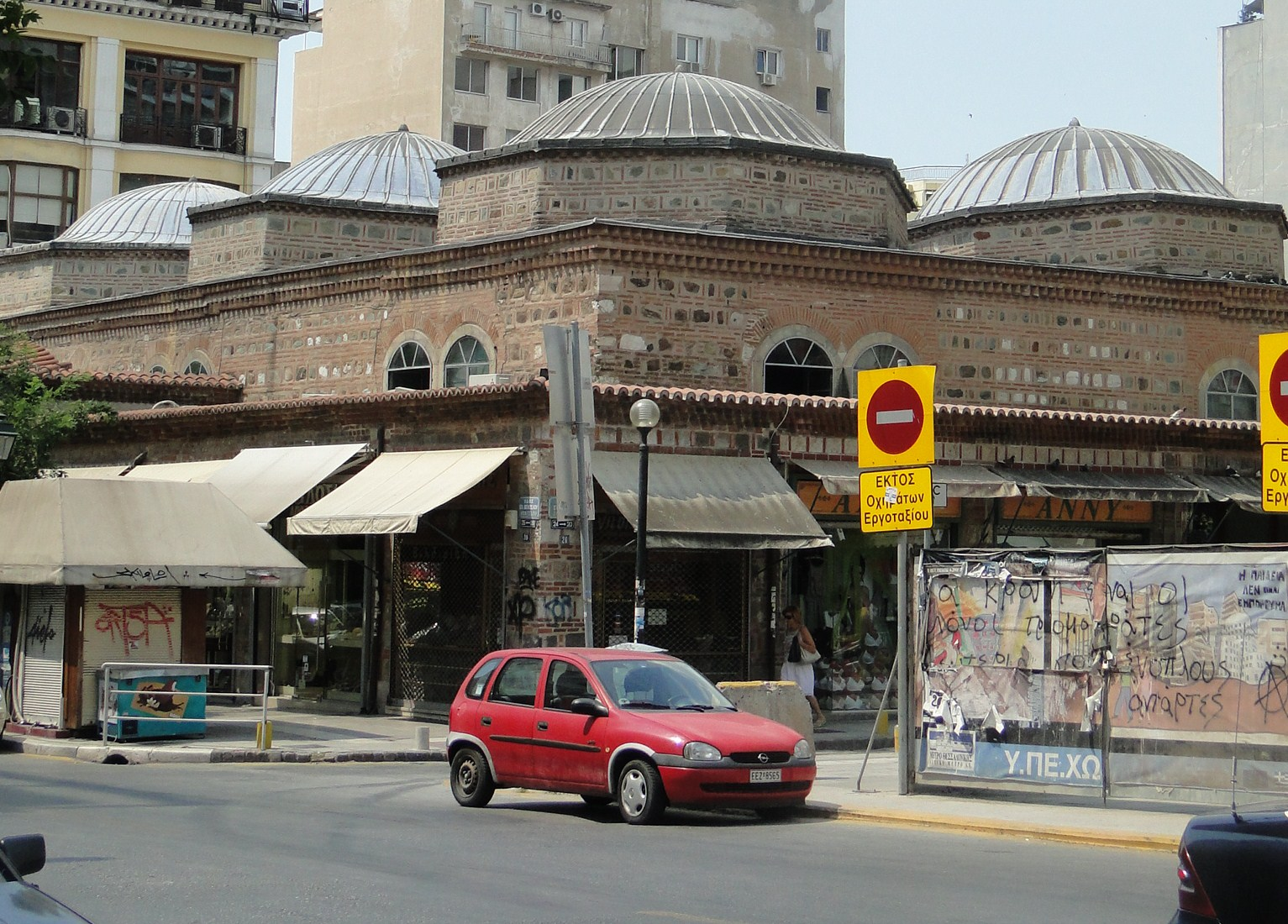
بيدستان في سالونيك.

البيدستان أو البازارستان سوق القماش في إيران وتركية وما جاورها.